# Билища
Билища или Биглища (произнасяно в местния говор Билишча, на албански: Bilisht или Bilishti; на гръцки: Βίγλιστα) е град в Албания, център на община Девол, част от административната област Корча.

## География
Билища е разположен в областта Девол на около 30 километра източно от град Корча и на няколко километра западно от албано-гръцката граница в подножието на най-западните разклонения на планината Корбец над река Девол.

## История
В XVII век турският писател Хаджи Калфа (Кятиб Челеби) пише в своето описание на Румелия и Босна за града:
| „ | Билища е кадилък, 12 деня от Цариград. Наоколо се намират: Кесрие, Горидже, Пресепе, Хорпища. Жителите са българи и арнаути. | “ |

По Санстефанския мирен договор от 1878 година Билища заедно с цялата област Девол влиза в границите на България, но Берлинският договор я връща на Османската империя.
В края на XIX век Билища е смесено албано-българско градче, в което функционира българско училище. Според гръцка статистика в Биглища живеят 1000 мюсюлмани и 275 християни патриаршисти.
На Етнографската карта на Битолския вилает на Картографския институт в София от 1901 година Биглища е смесено албанско мюсюлманско-албанско православно и влашко село в Корчанската каза на Корчанския санджак с 225 къщи.
Според данни на Българската екзархия в началото на XX век в Билища има 20 български къщи със 106 души. Преди Балканската война значителна част от търговията в Билища е в български ръце, като в градеца има около 40 български дюкяна. След Хуриета в 1908 година младотурците разрешават да се открие в Билища ІІІ-класно училище с пансион, архиерейско наместничество и да се построи църква. Според Георги Трайчев през 1911/1912 година в Биглища има 20 български къщи със 106 жители, като фунцкионира училище с 1 учител.
В доклад на Сребрен Поппетров от 1 май 1929 година се казва, че в Билища има 50 българи християни и 150 българи мюсюлмани.
През Първата световна война през август 1916 година Билища за кратко е освободен от Първа българска армия при Леринската настъпателна операция, но е загубен след съглашенското контранастъпление през октомври 1916 година.
В 1939 година Ламбро Каранжа от името на 30 български къщи в Билища подписва Молбата на македонски българи до царица Йоанна, с която се иска нейната намеса за защита на българщината в Албания – по това време италиански протекторат.
В началото на XXI век населението на Билища е 12 000 души, малка част от които българоговорещи с българско или македонско национално съзнание.

## Личности
Починали в Билища
- Кристи Кьосе (р. 1995), албански футболист

Починали в Билища
- Георги Кенков (1867 – 1932), български революционер